# Шрі Магараджа
Шрі Магараджа (д/н — 1389) — 4-й раджа Сінгапуру в 1375—1389 роках.

## Життєпис
Відповідно до малайських джерел був сином раджи Шрі Рана Вікрами, отримавши при народженні ім'я Дамія Раджа. Згідно китайських джерел звався Санг Анджі (Сангесінг) і буввасалом держави Аюттхаї. Також в праці «Нагаракертагама» є відомості про плюндруванняСінгапуру військами Маджапагіту. Втім останнє сучасні дослідники вважають малоймовірним. Разом з тим такі повідомлення про час панування Шрі Магараджи свідчать про запеклі війни з сусідами. Також припускають, що Сінгапур в цей час міг бути об'єктом військового протистояння Маджапагіту й Аюттхаї. Тому ймовірно він міг прийняти номінальну зверхність Аюттхаї.
Обставини смерті також дискусійні. За китайськими джерелами був повалений Парамешварою з Палембангу (Суматра). За іншою версією останній був сином Шрі Магараджи йспокійнос падкуваввладупіслясмерті батька близько 1389 року. Єгіпотеза, що Парамешвару було вигнано з Сінгапуру, аспівраджою став інший син Шрі Магараджи — Санг Анджі. Саме його перемігзгодом Парамешвара, після чого повалив батька.